# Földes Mária
Földes Mária (Arad, 1925. szeptember 5. – Tel-Aviv, 1976. december 18.) magyar színműíró. Földes László felesége.

## Életútja
Középiskolai tanulmányait Marosvásárhelyen, Nagyváradon és Kolozsvárt végezte, egy ideig a Szentgyörgyi István Színművészeti Intézet hallgatója volt. Fiatalon élte át a deportálás megpróbáltatásait. Írói szemléletét ez a megrázó élmény és a kommunista társadalom bevezetése alakította ki.
Az erdélyi magyar színműirodalom úttörői közé tartozott, s a valóság változásai során fejlődött művészete is. Első drámai műve, a Hétköznapok c. tragikomédia (könyv alakban 1957) viszolygást fejez ki az alantas érdekeket leplező fellengzéssel szemben; a Hölgy a barakkban ("Romain Gary ötlete alapján", 1960) irodalmi és személyi emlékek hatása alatt mutat rá a deportáltak kisközösségében a jellemek kialakulására, megvilágítva az árulás és elvhűség dilemmáját; a Baleset az Új utcában (kolozsvári bemutató 1963-ban; könyv alakban 1965) drámai riport, amelyben a személyi felelősség kérdése új típusú emberi kapcsolatokra derít fényt; A hagyaték (kolozsvári bemutató 1964-ben) özvegyi jellemtorzulás halottimádó aszkézisét tagadva bontja ki az egészséges életösztön tiltakozását minden dogmatikus korlátozással szemben.
A kritika részéről kifogásolt esztétikai ellentmondásokat sikeresen oldotta fel a Korunkban 1965-ben megjelent, Szatmáron bemutatott, majd az öt színművet felölelő kötetnek is (1968) címet adó A hetedik, az áruló című fizikus-dráma: erkölcsi meggyőződés és hivatástudat Dürrenmattra emlékeztető konfliktusa azonban egy tudományos felfedezés emberi vagy embertelen felhasználása körül eredeti feldolgozású.
Utolsó, még 1968-ban szerzett darabja, a Nagyváradon bemutatott s román nyelven a bukaresti Nottara Színházban is előadott Rövid a nyár valójában már A séta című önéletrajzi regény (1974) olykor fanyar, de mégis lírai telítettségű vallomását jelzi előre. A regényből Bátséva Noám (valamikor Wohl Kati néven ismert szatmári színésznő) héber nyelvű színdarabot írt, ezt az izraeli Nemzeti Színház kistermében sikerrel játszották (1979).
1994-ben a darab magyar változatát Havas Judit mutatta be a Komédium Színházban, Radó Gyula rendezésében.
Nehezen viselte el férje halálát, kitelepült Izraelbe, ahol 1976-ban öngyilkos lett. Lányuk Amerikában él.

## Művei
- Hétköznapok. Tragikomédia; Állalmi Irodalmi és Művészeti Kiadó, Bukarest, 1956
- Baleset az Új utcában. Drámai riport; Irodalmi Kiadó, Bukarest, 1965
- A hetedik, az áruló. Színművek; Irodalmi Kiadó, Bukarest, 1968
- A séta. Emlékek; Kriterion, Bukarest, 1974

## Emlékezete
- A séta, dokumentumfilm. YouTube. Rendezte: Radó Gyula.